# Seithur
Seithur là một thị xã panchayat của quận Virudhunagar thuộc bang Tamil Nadu, Ấn Độ.

## Nhân khẩu
Theo điều tra dân số năm 2001 của Ấn Độ, Seithur có dân số 18.193 người. Phái nam chiếm 49% tổng số dân và phái nữ chiếm 51%. Seithur có tỷ lệ 57% biết đọc biết viết, thấp hơn tỷ lệ trung bình toàn quốc là 59,5%: tỷ lệ cho phái nam là 68%, và tỷ lệ cho phái nữ là 47%. Tại Seithur, 11% dân số nhỏ hơn 6 tuổi.